# Médaille Stefan-Banach
La médaille Stefan-Banach est un prix mathématique attribué par l'Académie polonaise des sciences en récompense à des travaux mathématiques importants, depuis 1992, année du centenaire de la naissance du  mathématicien polonais Stefan Banach. Il est remis traditionnellement au Centre international Banach pour les mathématiques (de) à Varsovie à l'occasion d'un séminaire Banach. Une autre récompense, appelée prix Stefan-Banach, est attribuée par la Société mathématique de Pologne à des  mathématiciens exclusivement polonais.

## Lauréats
- 1992 : Zbigniew Ciesielski, Stanisław Łojasiewicz (en), Czesław Olech, Czesław Ryll-Nardzewski (en), Andrzej Schinzel
- 1996 : Aleksander Pełczyński
- 1997 : Joram Lindenstrauss
- 1998 : Kazimierz Urbanik (de)
- 1999 : Friedrich Hirzebruch
- 2000 : Wiesław Żelazko (de)
- 2001 : Gilles Pisier
- 2004 : Tadeusz Figiel, Nigel Kalton
- 2006 : Stanisław Kwapień
- 2007 : William B. Johnson (en)
- 2009 : Stanisław Woronowicz (pl)
- 2011 : Timothy Gowers
- 2014 : Tomasz Łuczak
- 2015 : Henryk Iwaniec
- 2022 : Michel Talagrand
- 2023 : Przemysław Wojtaszczyk